# Passandra sagena
Passandra sagena là một loài bọ cánh cứng trong họ Passandridae. Loài này được Lefkovitch miêu tả khoa học năm 1963.